# Сосинское (болото)
Сосинское (укр. Сосинське) — низинное (эвтрофное) болото в Козелецком и Черниговском районах (Черниговская область, Украина). Площадь — 4 км². Находится в Списке болотных массивов, что подлежат охране, согласно Постановлению Совета Министров УССР «О мерах по сохранению природных условий болотных массивов» от 26.03.1979 № 143.

## География
Болотный массив расположен между пгт Олишевка и селом Крещатое — на территории бывших совхозов имени Кирова и Дружба. Из болото вытекают притоки рек Смолянки (Малофа) и Остра. Имеет вытянутую форму, длиной 4,5 км и шириной 1,5 км. На восточной окраине расположено несколько водоёмов.
На болотном массиве 11 августа 1980 года был создан Сосинский гидрологический заказник общегосударственного значения, с площадью 406 га.

## Природа
Доминируют болотная (тростниковая) растительность, по краям — луговая. Доминируют осоковые и тростниково-осоковые сообщества. Почвы болотистые, местами с небольшими засолениями.
Растительность представлена засоленными лугами с доминированием Овсяницы Восточной (Festuca orientalis).